# Kung Fu Magoo
Kung-Fu Magoo es una película de animación estadounidense-mexicana directa a vídeo de «comedia de acción deportiva» de 2010 dirigida por Andrés Couturier, escrita por Emmy Laybourne y Sam Laybourne —con base en una historia y argumento desarrollados por Emmy y Sam Laybourne en conjunto con Rob Sosin y Bob Mittenthal—, y producida por Classic Media, Ánima Estudios, Santo Domingo Films y Motion Toons —estudio de animación creado en sociedad conjunta por Ánima Estudios y Santo Domingo Films—. Está basada en el personaje Mr. Magoo, creado por Millard Kaufman y John Hubley —con aportaciones del animador Willis Pyle—, así como en la serie de cortometrajes animados del mismo nombre producida por United Productions of America (UPA). Es el tercer largometraje de Ánima Estudios concebido para un medio de consumo alternativo al cine, específicamente, para video doméstico, y a su vez, es la séptima película del estudio en general.
El elenco de voces en inglés es liderado por Jim Conroy y Dylan Sprouse en los roles protagónicos y Lloyd Floyd en el rol antagónico, y está conformado por Chris Parnell, Alyson Stoner, Cole Sprouse, y los actores de voz Rodger Bumpass, Jim Ward, Jeff Bennett, Tom Kenny, Candi Milo y Maile Flanagan, además del periodista deportivo y presentador de televisión Kenny Mayne como participación especial. En la película, Mr. Magoo (Conroy) y su sobrino de 12 años, Justin (Sprouse), deben luchar contra el supervillano Tan-Gu (Floyd), quien organiza un magno evento olímpico en su isla-fortaleza al cual acuden los más importantes y peligrosos villanos de todo el mundo, y al que Magoo y Justin arriban en representación de la Agencia Anti-Maldad. Justin y su tío, deberán permanecer estables en la competencia para poder salvar al mundo.
La propuesta inicial de Kung-Fu Magoo surgió en 2005, cuando Classic Media se acercó a Ánima Estudios con la idea de un largometraje animado sobre Mr. Magoo, algunos años después de haberse concretado una adaptación cinematográfica en imagen real producida por Walt Disney Pictures en 1997. Posteriormente, la productora Santo Domingo Films se unió al proyecto, y en 2007, estableció con Ánima Estudios un nuevo estudio denominado Motion Toons, que tendría por objetivo producir cintas de animación en México destinadas a su exportación al mercado del entretenimiento a nivel global. El 7 de enero de 2008, con un presupuesto inicial de 2.6 millones de dólares, financiado de manera importante por Motion Toons, y su producción se concretó en un periodo aproximado de 20 meses. Parte importante de la realización, se completó en el extranjero con la participación de los estudios Studio B Productions y Copernicus Studios en Canadá, y Boulder Media en Irlanda.
La película se lanzó para el mercado doméstico de Estados Unidos el 11 de mayo de 2010 bajo la distribución de Vivendi Entertainment. Al año siguiente, se estrenó en televisión por Disney XD el 7 de febrero de 2011, y para el 30 de abril, se emitió en México y parte de América Latina en Cartoon Network. Es el primer largometraje animado protagonizado por Mr. Magoo en más de tres décadas, así como la primera coproducción entre Estados Unidos y México para Ánima Estudios, y la primera película del estudio en estar basada en un personaje ya existente creado en el extranjero.

## Argumento
Los "chicos malos" más notorios son invitados a la isla-fortaleza del súper villano Tan-Gu (Lloyd Floyd) para competir en un Torneo del Mal, al estilo olímpico. El Sr. Magoo (Jim Conroy) y su sobrino de 12 años, Justin (Dylan Sprouse), tendrán que pelear contra arañas robot gigantes, ninjas en jet esquís y los mutantes "Beasteens" de Tan-Gu, como representantes de la Fuerza de Tarea Anti-Maldad.

## Reparto
- Jim Conroy es Mr. Quincy Magoo, el personaje titular.
- Dylan Sprouse es Justin Magoo, sobrino de Quincy.
- Lloyd Floyd es Tan Gu, el fundador de las Olimpiadas del Mal.
- Chris Parnell es Cole Fusion, un famoso actor y agente secreto que compite en las Olimpiadas del Mal, antes de decidir convertirse en un villano.
- Alyson Stoner es Lorelei Tan Gu, interés amoroso de Justin e hija de Tan Gu.
- Cole Sprouse es Brad Landry, un matón escolar que se mete con Justin.
- Rodger Bumpass es el General Smith, un general del ejército que planea lanzar un ataque a la isla de Tan Gu.
- Jim Ward es el General Bonkopp, un general del ejército que está en contra del plan de lanzamiento del Gral. Smith.
- Jeff Bennett es Sid, mejor amigo de Justin.
- Tom Kenny es el Dr. Malicio.
- Maile Flanagan es Orangu-Tammy.
- Candi Milo es Gor-Illiana.
- Ryan Bollman es Corporal Hayes.
- April Stewart es Weas-Elizabeth.
- Jennifer Hale es Agente L / Leslie Destructo.
- Kenny Mayne es él mismo, actuando como relator y presentador de las Olimpiadas del Mal.

Wally Wingert, Robert Tinkler, Bob Joles, Fred Travalena, Michael Stanton, Susan Boyajian y Hope Levy aportaron voces para personajes adicionales.

### En Hispanoamérica
- Esteban Siller es Mr. Magoo
- José Antonio Toledano es Justin Magoo
- Carlos Segundo es Tan Gu
  - Segundo también dio voz a Kenny Mayne
- Arturo Mercado Jr. es Cole Fusion
- Mitzy Corona es Lorelei Tan Gu
- Bruno Coronel es Brad Landry
- Gerardo Vásquez es el General Smith
- Jesse Conde es el Dr. Malicio

Francisco Colmenero provee los insertos para los créditos iniciales y la lectura de textos en pantalla.

## Producción

### Desarrollo y creación de Motion Toons (2005-2008)
En 2005, la empresa estadounidense de licencias Classic Media, propietaria de los derechos del personaje Mr. Magoo, empezó a entablar conversaciones con el estudio de animación mexicano, Ánima Estudios, sobre la coproducción de un posible largometraje animado del personaje. Classic Media era una joven compañía especializada en el manejo y administración de propiedades intelectuales de entretenimiento familiar, con énfasis en librerías de contenido de «animación clásica» e imagen real (cortometrajes y largometrajes) y marcas de personajes ficticios antiguos. Fundada en mayo del 2000 por Eric Ellenbogen y John Engelman, la compañía había adquirido los catálogos de activos de importantes estudios de producción desaparecidos como United Productions of America (UPA), The Harvey Entertainment Company —brazo de producción audiovisual de la editorial de historietas, Harvey Comics— y Big Idea Entertainment —productora de la serie animada directa a video VeggieTales, cerrada en 2002 por bancarrota—, así como, en conjunto con Random House, las librerías de la división de entretenimiento de la extinta editorial Western Publishing —entre las que se incluían las librerías de los sellos Dell Comics y Gold Key Comics—, y desde 2002 mantenía una estrecha relación de negocios con el estudio Jay Ward Productions, con el que Classic Media había establecido la empresa conjunta, Bullwinkle Studios, para administrar la obra del fallecido animador Jay Ward, creador de la serie televisiva The Rocky and Bullwinkle Show (1959–1964). Por su parte, Ánima Estudios era un naciente estudio de animación que emergió de la empresa Contenidos Digitales de México, conocida comercialmente como Alo.com, un otrora portal web que ofrecía diferentes servicios, entre los que se incluía una nutrida oferta de contenidos de entretenimiento, de los que destacaba un canal de animación llamado Tirabala.com. A partir del cierre de dicha empresa, se formó con parte de su personal y amistades y familiares adyacentes, un grupo de socios fundadores encabezado por Fernando de Fuentes, director de administración financiera de Alo.com, y José Carlos García de Letona, director de producción del contenido audiovisual del portal, quienes contaban con el respaldo de los hermanos Guillermo Cañedo White y José Antonio Cañedo White, propietarios de la firma. Tras varios meses de preparación y de operación inicial mientras se reunía financiamiento, Ánima Estudios se fundó oficialmente en septiembre de 2002, y posteriormente comenzó a desarrollar sus primeros proyectos cinematográficos y televisivos, siendo los más importantes las cintas Magos y Gigantes (2003) e Imaginum (2005) y la comedia de situación El Chavo animado (2006–2014), proyecto que, para ese momento, se encontraba en preproducción. El estudio se había concebido con la idea de generar constantemente contenidos originales de entretenimiento para distintas plataformas, a la par de formar a nuevos profesionistas que nutrieran al gremio de animadores en México, con lo que se pretendía generar nuevos empleos en la industria doméstica y elevar el nivel de profesionalismo para así alcanzar los estándares de calidad impuestos por los estudios internacionales.
Más tarde, la productora cinematográfica Santo Domingo Films, de los empresarios Alfredo Harp Calderoni y Charbel Harp Calderoni, se sumó al proyecto como coproductora; asimismo, los hermanos Harp Calderoni se unieron al proyecto como productores ejecutivos. La empresa británica Entertainment Rights, quien entre finales de 2006 y principios de 2007 llevó a cabo el proceso de adquisición de Classic Media por $210.0 millones de dólares, eventualmente se involucraría en la producción del filme una vez que se convirtió en su empresa matriz.
En junio de 2007, Ánima Estudios y Santo Domingo Films, anunciaron el inicio de una alianza estratégica a través de la creación de Motion Toons, un estudio de animación con el que ambas productoras planeaban desarrollar en conjunto producciones animadas destinadas a su exportación comercial a nivel internacional. Ambas compañías tendrían un 50% de participación cada una en la nueva empresa, Alejandro «Álex» García, productor y socio accionista de Ánima Estudios, fue asignado como presidente de Motion Toons. Fernando de Fuentes, presidente y director general de Ánima, declaró que «esta alianza amplía la propuesta que como estudio hemos planteado desde nuestra creación, al abrir otros espacios para seguir generando entretenimiento de calidad y llevarlo al resto del mundo», mientras que, García aseguró que «si a la experiencia y capacidad combinada de Ánima Estudios y Santo Domingo Films, le añadimos la creatividad y pasión de un grupo nuevo de personas, realizaremos grandes proyectos mexicanos de calidad internacional».
Kung-Fu Magoo sería el primer proyecto que realizaría Motion Toons, teniendo un presupuesto aproximado de $2.6 millones de dólares, de los cuales una parte importante sería financiada por la nueva empresa. Andrés Couturier de Ánima fue asignado como el director de la cinta, siendo su tercer largometraje de animación como director y el tercero que realizó para el estudio. El argumento y el guion para la cinta serían escritos por el dúo norteamericano de Emmy Laybourne y Sam Laybourne, contando para el primero con la colaboración de Rob Sosin y Robert «Bob» Mitthental, cocreador de la antología animada de comedia de sketches KaBlam! (1996–2000) —junto al dueto creativo Will McRobb y Chris Viscardi—. El 7 de enero de 2008, comenzó oficialmente la producción de Kung-Fu Magoo. Ánima realizó la película de forma paralela a la producción de otros proyectos, entre estos, las películas El Agente 00-P2 (2009) —que también estaba bajo la dirección de Couturier— y AAA, la película: Sin límite en el tiempo (2010), tercero y cuarto largometraje teatral del estudio, respectivamente; la segunda y tercera temporada de El Chavo animado (2008–2009) y el telefilme navideño A Martian Christmas (2009), en coproducción con PorchLight Entertainment. En entrevista con Luis Gabriel Vázquez Hernández para el libro Cuentos y recuentos animados: Panorama de la animación mexicana, 2000–2012 (2015), Couturier consideró que Kung-Fu Magoo había sido su trabajo «más fluido y satisfactorio» en el estudio hasta aquel entonces.

### Animación
La animación del filme fue producida por Ánima Estudios en México, mientras que la animación adicional fue realizada por Copernicus Studios y Studio B Productions (actualmente WildBrain) en Canadá, y Boulder Media en Irlanda. Los storyboards, animatics, diseño de personajes, fondos, parte de la animación y la composición fueron realizados internamente por Ánima, mientras que parte importante de la animación, así como de los procesos de color e interlineado, fueron realizados por los estudios de Canadá e Irlanda. La película contó con servicios de producción adicionales proveídos por Chatrone, compañía de producción especializada en entretenimiento familiar y con sede en Los Ángeles, California y São Paulo, Brasil.

### Doblaje en español
La versión hispana para países de América Latina fue dirigida por Arturo Mercado Jr., y su grabación se efectuó en los estudios AF The Dubbing House de la Ciudad de México. El elenco fue principalmente liderado por los actores de doblaje Esteban Siller Garza y José Antonio Toledano como Mr. Magoo y Justin Magoo, respectivamente. Por otra parte, el papel antagónico recayó en Carlos Segundo, quien dobló a Tan Gu. Kung-Fu Magoo marca el retorno de Siller como la voz de Mr. Magoo, a quien previamente interpretó en el redoblaje de la serie de cortometrajes de la UPA, producido entre los años 1999 y 2000.
En su momento se consideró la posibilidad de que un comentarista deportivo mexicano participara en el doblaje de la cinta como la voz de Kenny Mayne: «Es algo que estamos pensando seriamente, ya lo daremos a conocer en su momento», apuntó Fernando de Fuentes. Al final, el personaje fue interpretado por Carlos Segundo, al igual que Tan Gu.

## Lanzamiento
El 9 de octubre de 2008, Entertainment Rights mostró una temprana proyección de Kung-Fu Magoo en el Mercado Internacional de Programas de Comunicaciones (MIPCOM) en Cannes, Francia. Originalmente, se tenía contemplado que el filme fuera estrenado en cines por Videocine Distribución en México en 2009, mientras que, para Estados Unidos y el resto del mundo se planeaba un lanzamiento directo a vídeo en 2010 a cargo de Genius Products, socio de distribución en formatos caseros de Entertainment Rights por aquel entonces. El 11 de mayo de 2010, la versión del filme en inglés fue lanzada por Vivendi Entertainment en DVD en Estados Unidos. Para octubre de ese mismo año, Ánima Estudios aún se encontraba viendo opciones para la distribución del filme en México con diferentes compañías. Fernando de Fuentes, presidente de Ánima, reconoció que la película «no iría como un gran lanzamiento, lo sabemos, pero sí queremos que aquí se vea en cines».
A finales de 2010, se anunció que el filme sería adquirido por Disney Channels Worldwide para su transmisión por televisión en Estados Unidos y países de Europa como Alemania e Italia, siendo estrenado el 7 de febrero de 2011 en Estados Unidos por el canal Disney XD. Esto marca la primera vez en que Disney adquiere una producción animada latinoamericana para su emisión internacional en TV. Por otro lado, en México, República Dominicana y el resto de Latinoamérica, la película se estrenó en televisión por Cartoon Network el 30 de abril de ese mismo año. De acuerdo con Luis Gabriel Vázquez Hernández, autor de Cuentos y recuentos animados: Panorama de la animación mexicana: 2000-2012, la película, más allá de su transmisión en el citado canal de televisión por suscripción, no contó con una distribución para el mercado mexicano como tal.
La cinta fue dedicada a la memoria de Alfredo Harp Calderoni, productor ejecutivo del filme e hijo del empresario mexicano, Alfredo Harp Helú, quien falleció antes de concluirse la producción de la película el 5 de julio de 2009, víctima de un fulminante Infarto agudo de miocardio a los 39 años de edad. De forma paralela a Kung-Fu Magoo, Harp Calderoni trabajó como productor de otro filme de animación mexicano, Brijes 3D, el cual también se lanzó de forma póstuma al año siguiente de su deceso. Asimismo, produjo Sabel Redemption, filme de animación para adultos que no se estrenó teatralmente a falta de una compañía distribuidora que decidiera lanzar el proyecto, así como a causa de la misma muerte de Harp Calderoni, la cual tuvo como consecuencia un vacío legal que aún permanecía sin resolver.